# アイスバーグ・スケート・パレス

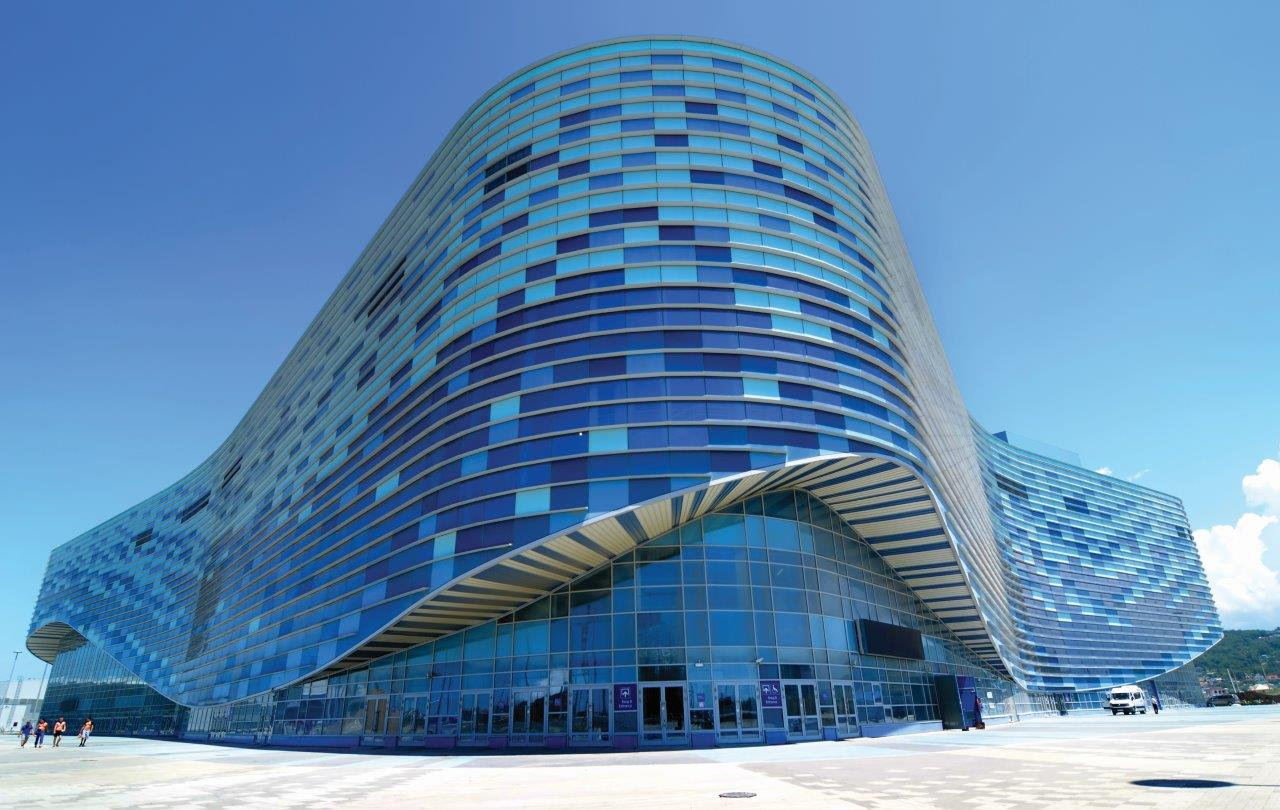
アイスバーグ・スケート・パレス

アイスバーグ・スケート・パレス (英: Iceberg Skating Palace、露: Дворец Зимнего Спорта Айсберг) は、ロシア、ソチにある12,000席の多目的アリーナである。この会場は、2014年ソチオリンピックでフィギュアスケートやショートトラックスピードスケートの中心となった。アリーナの建設には、オリンピック用の仮設工事も含め、4390万$の費用がかかった。15,000トンの鉄鋼が用いられており、その構造は環境にも配慮している。地方のフィギュアスケートは、2012年10月に開催されたが、国際スケート連盟は、2012年12月のテストイベントである、2012/2013 ISUグランプリファイナルのために、より多くの工事が必要だとした。グランプリファイナルでは、競技者はこの会場を気に入っていたが、何人かの観客は、上層部の視界を遮る手すりについて批判した。フィギュアスケートからショートトラックに、あるいはその逆に変える際に、氷の調節に2時間はかかる。
オリンピックの後、アリーナはアイススケート用に維持されるか、または自転車競技場に改装される可能性がある。

## アクセス
- オリンピックパーク駅から徒歩約20分（1.7km）[7]